# ルーツ (缶コーヒー)
ルーツ（Roots）は、サントリーフーズが製造、サントリー食品インターナショナルが販売を行っていた缶コーヒーのブランド名。2000年から2015年9月までは、日本たばこ産業（JT。販売元はジェイティ飲料）とキーコーヒーの共同展開ブランドとして展開されていた。

## 概要
元々はJT、キーコーヒーと雪印乳業（現：雪印メグミルク）による3社合同の開発ブランドとして企画されていたが、2000年夏に発覚した雪印集団食中毒事件により、雪印が発売直前に「ルーツ」ブランドを返上してそのまま離脱。以後は残りの2社だけでの開発・販売で展開されることとなった。なお、雪印は「ルーツ」ブランドにおいて、テトラパック入りのミルクコーヒーをスーパーマーケット・コンビニエンスストア・雪印牛乳販売店の販売ルートで発売する予定だった。
JTでは本シリーズの発売により、従前より展開していた清涼飲料水統一ブランド「HALF TIME (ハーフタイム)」を廃止し、缶コーヒーに関しては2000年から同ブランドを掲げて、その他一部の商品には「Miss Parlor」のブランドを掲げている。また、キーコーヒーは同ブランドを冠したレギュラーコーヒーとインスタントコーヒーを発売した。JTでの商品は、ボトル缶およびローストワン/エクスプローラーシリーズの商品を除いて、缶に独特の「くびれ」がついているのが特徴。これらは「ウエストウェーブ缶」「タンブラー缶」などと呼ばれる。
2015年（平成27年）2月4日、JTから飲料部門撤退の公式発表がなされ、同年7月31日にサントリー食品インターナショナルがJTから「桃の天然水」と共にブランドを取得した。これにより、JTからの販売は同年9月をもって終了している。
2016年9月、「ルーツ」のボトル缶ブラックコーヒーである「アロマブラック」がセブン&アイ・ホールディングス傘下の系列店限定製品として約1年ぶりに復活発売した（発売日はECサイト「オムニ7」、セブン-イレブン、イトーヨーカドーなどの系列店で異なる）。復活発売に際し、ブレンドと焙煎技術を用いており、内容量を285gに変更した。
なお、サントリーでは1992年から「BOSS」ブランドで缶コーヒーを発売しているため、取得以降は「アロマブラック」1種のみが発売されていたが、2020年に「BOSS」へ吸収統合される形で製造を終了。セブン&アイ・ホールディングスのプライベートブランド「セブンプレミアム」とのダブルブランドである「セブンズボス」の1つである「セブンズボス ブラック」へ置き換わった。

## 過去に発売された商品

### 2000年 - 2010年夏

#### リアルブレンド
- リアルブレンド
- リアルブレンド ダイヤモンデックス
- リアルブレンド インスピレーション
- リアルブレンド シンバウィンド
- リアルブレンド プロダクト
- リアルブレンド イノセントブリュー
- リアルブレンド ミスターファーマー
- リアルブレンド マジックウェーブ
- リアルブレンド ロイヤルミックス

#### ローストワン
- ローストワン タンザニアンブルー
- ローストワン カリビアンバレー
- ローストワン レッドサバンナ
- ローストワン ホワイトブラジル
- ローストワン ザ･メキシカン(コンビニ限定商品)
- ローストワン コロンビアアドゥルト
- ローストワン ブラジリアンカフェ・オレ
- ローストワン ファインビート微糖
- ローストワン ケニアブラック
- ローストワン ウエウエテナンゴ
- ローストワン カフェ・オレ
- ローストワン ピークアンデス微糖
- ローストワン グランレッド
- ローストワン ジ・オールド

#### デミタス
- デミタス
- デミタス ベルベットタッチ
- デミタス ディープハーモニー
- デミタス エッセンツァ
- デミタス デュアルテイスト

#### 微糖
- ファインエッジ微糖
- カスタムブレンド微糖
- カスタムブレンド マウンテンハイ70微糖
- カスタムブレンド ビットスタイル微糖
- カスタムブレンド プライムエッジ微糖
- ファインデイズ！微糖
- ビタースタイル微糖
- ロースト 560℃ 微糖

#### その他
- クリアビター
- プレミアム
- アイステイスト(夏季限定)
- ビターテイスト
- ダブルテイスト
- アロマブラック(190g缶)
- アールカフェ カフェラテ（姉妹品としてJTブランドのティーオレも存在）(コンビニ限定商品)
- スノートップブレンド
- コロンビアクラシックブレンド
- ライブボディ
- ライブボディ カフェ・オレ
- スプレモ・ロッソ(190g広口ボトル缶)
- アロマブラック(185g缶)
- アロマブラック ウィズシュガー(185g缶)
- パン
- アロマレボリュート(185g缶)
- トリプルフリー

#### ボトル缶製品
- アイスエクスプレス(夏季限定)
- アロマブラック ウィズシュガー
- アロマブラック 微糖(夏季限定)
- ラテ・ストレート
- アロマホワイト ラテ
- アロマホワイト ホットラテ(HOT専用)
- プレーンラテ
- アール・デリ
- スマートカフェ
- アロマレボリュート
- ビッグマウンテン

#### PET製品
- カフェグランデ(500mlPET)
- フレンチカフェ(280mlPET、ホット対応)
- アロマブラック(1LPET)(コンビニ限定商品)

### 2010年秋 - 2015年

#### アロマインパクト
- アロマインパクト マスターズ
- アロマインパクト プレミアムリッチ
- アロマインパクト 微糖スペシャル セレクト(コンビニ限定商品)
- アロマインパクト リアルスピリット(後述するアロマインパクト マスターズの後継商品)
- アロマインパクト 微糖スペシャル
- アロマインパクト ブラック
- アロマインパクト クイーンズラテ
- アロマインパクト デミタス(後述するアロマインパクト プレミアムリッチの後継商品)

#### エクスプローラー
- トラジャブレンド(コンビニ限定商品)
- カフェモカ
- アロマオブエイジア
- カフェ・クーラー微糖
- テイスティ＆ゼロ
- アマレロブレンド微糖
- テ・マリアージュ
- ジャマイカン
- タンザニアンアイスブルー微糖

#### ボトル缶製品
- ソウルウガンダ
- カフェステーション
- アロマブラック(300gボトル缶)
- アロマブラック 400g
- アロマブラック ホットブレンド
- アロマレボリュート微糖
- アロマラテ

#### その他
- クリーミーカフェ(冬季限定、HALF TIMEブランドの時からのロングセラー)
- クリーミーカフェ アイス(夏季限定、HALF TIMEブランドの時からのロングセラー)

### サントリー移管後（2016年 - 2020年）
- アロマブラック（285gボトル缶、ホット・コールド兼用）

## CM出演者
- ユースケ・サンタマリア 初代CMキャラクター
- ケビン・コスナー
- ブラッド・ピット
- 坂口憲二（2007年 - ）アロマシリーズ
  - 高木りな（リナ篇）
  - ロマン優光（リナ篇）
  - 秦れい（秦さん篇）
  - 森永健司（森永営業部長篇）
  - 三原康可（三原さん篇）（三原課長篇）
  - 六角精児（六角営業部長篇）
  - 田中萌（田中ちゃん篇）
  - 眞野裕子（山田くん篇：ひとは自分が思うより、見られている。）
  - 三谷幸喜（三谷さん篇）
  - 仲村トオル（仲村さん篇）
  - 土屋アンナ（土屋さん篇）
  - 加藤浩次、若林健治（加藤さん篇）
- 米米CLUB（2009年9月 - 2010年3月）リアルブレンド ロイヤルミックス
- ネプチューン（2010年3月 - 2010年9月）トリプルフリー
  - サンプラザ中野くん（歌のみ出演。「科学忍者隊ガッチャマン」のテーマ曲（『ガッチャマンの歌』、作曲：小林亜星）の替え歌をCMソングに使用）
- 松田龍平（2010年4月 - 2011年9月）アロマブラック
- コーラスジャパン（布施明、石川さゆり、鈴木雅之、杏里、堂珍嘉邦、松浦亜弥のユニット。2010年10月 - 2011年3月） アロマインパクトシリーズ。CMソングは「根の歌」
- 竹野内豊（2011年5月 - ）アロマボトルシリーズ
- 玉山鉄二、長谷川潤[注 1]、高山善廣、岡田圭右、菅田俊、鈴之助、阿部亮平、勝矢他（2011年9月 - ）アロマインパクトシリーズ。CM内で架空の野球チーム「Roots」を結成。CM本編は1970年代のスポ魂アニメ『侍ジャイアンツ』をリスペクトした内容となっている。

## 補足
- 坂口憲二が出演したバージョンのCMのキャッチコピーの数々（全国の駅ごとに違うフレーズの広告が掲示された）を一冊の単行本にまとめた『ルーツ飲んでゴー!』が2008年9月26日に扶桑社から出版された（ISBN 4594057772）
- 2008年は週刊少年ジャンプの創刊40周年記念コラボレーションにより、『ドラゴンボール』や『こちら葛飾区亀有公園前派出所』の主人公が「ルーツ」のキャッチコピーを発するキャンペーンが展開された。
- 2010年には「アロマインパクト」シリーズの発売を記念して集英社マンガカプセルのマンガが1話無料で配信される「ルーツ1本、マンガ1話。」キャンペーンが展開され[4]、2011年には第2弾が展開された[5]。またこのキャンペーンに合わせて週刊ヤングジャンプにおいて『サラリーマン金太郎』や『TOUGH』とのコラボ漫画が掲載された。